# Paulina Bauman

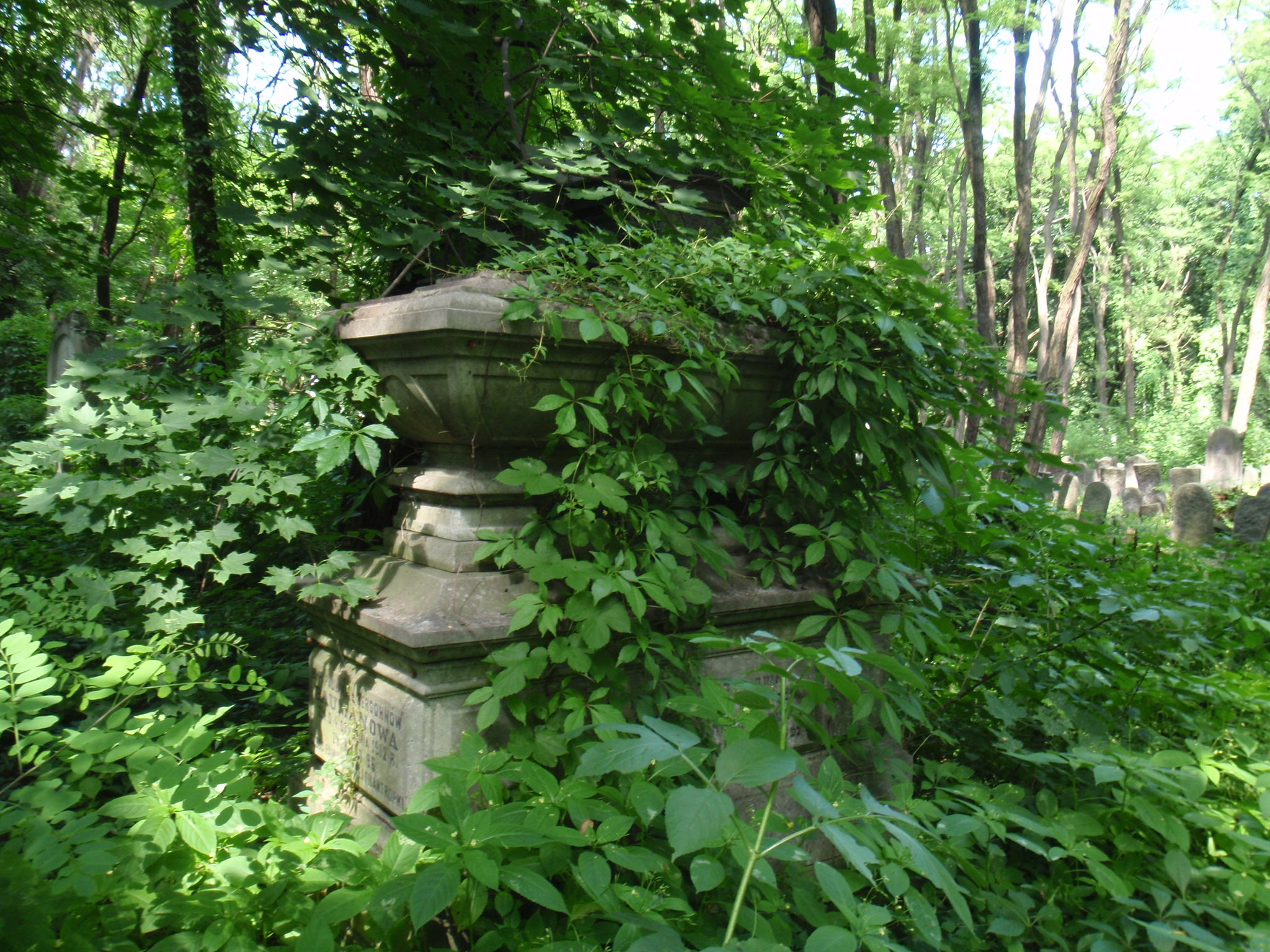
Grób Pauliny Bauman na cmentarzu żydowskim przy ul. Okopowej w Warszawie

Paulina Bauman (ur. w 1816 lub 14 czerwca 1848 w Warszawie, zm. 4 stycznia 1912 tamże) – polska działaczka społeczna i filantropka żydowskiego pochodzenia.

## Życiorys
Urodziła się jako córka Majera Bersohna i Chai z domu Szyman (1796–1855). Miała pięcioro rodzeństwa: Zygmunta (1814–1864, którego córka Ludwika (1852–1927) była żoną Hipolita Wawelberga), Mathiasa (1824–1908), Ludwikę (żonę Ludwika Natansona, 1826–1849) i Jana (1829–1913). Poślubiła Salomona Baumana, który zmarł w 1876. Nie miała dzieci.
Wraz z mężem i rodzicami była współfundatorką Szpitala Dziecięcego Bersohnów i Baumanów w Warszawie. Była także fundatorką powstałych w 1894 dwóch gimnazjów rzemieślniczych dla żydowskich dziewcząt, które mieściły się przy ul. Śliskiej 28 w Warszawie.
Jest pochowana na cmentarzu żydowskim przy ulicy Okopowej w Warszawie (kwatera 26, rząd 3).